# Parque zoológico de Ivoloina
El Parque zoológico de Ivoloina (en francés: Parc zoologique d'Ivoloina) es un parque recrativo, educativo y jardín zoológico, con exhibiciones de diversos animales, senderos botánicos, recorridos en canoa, y programas de educación ambiental, está localizado en el país africano de Madagascar. Situado cerca de la ciudad de Toamasina, que es gestionado por el Grupo de Fauna Madagascar - una ONG centrada en la conservación.